# ブラッド・リッジ
ブラッドリー・トーマス・リッジ (Bradley Thomas "Brad" Lidge , 1976年12月23日 - )は、アメリカ合衆国カリフォルニア州サクラメント出身の元プロ野球選手(投手)。

## 経歴
1995年のMLBドラフトでサンフランシスコ・ジャイアンツから42巡目で指名されたが、契約せずにノートルダム大学へ進学。
1998年には80.1投球回で93個の三振を奪い8勝2敗を記録、ビッグ・イースト・カンファレンスの最優秀投手に選出される。

### アストロズ時代
1998年にMLBドラフト1巡目（全体17位）でヒューストン・アストロズから指名されプロ入り。マイナー時代に度重なる故障を経験し、2003年開幕までに4回の手術を受けている。
2002年4月26日の対アトランタ・ブレーブス戦においてメジャーデビューを果たした。
2003年には抑えのビリー・ワグナーにつなぐ中継ぎ投手として活躍。リッキー・ストーンが前年に記録したシーズン登板数球団新人記録に並ぶ78試合に登板し、28ホールドを記録。被打率は.202でリーグの新人投手の中で最も低かった。シーズン終了後の新人王投票でも5位に入っている。

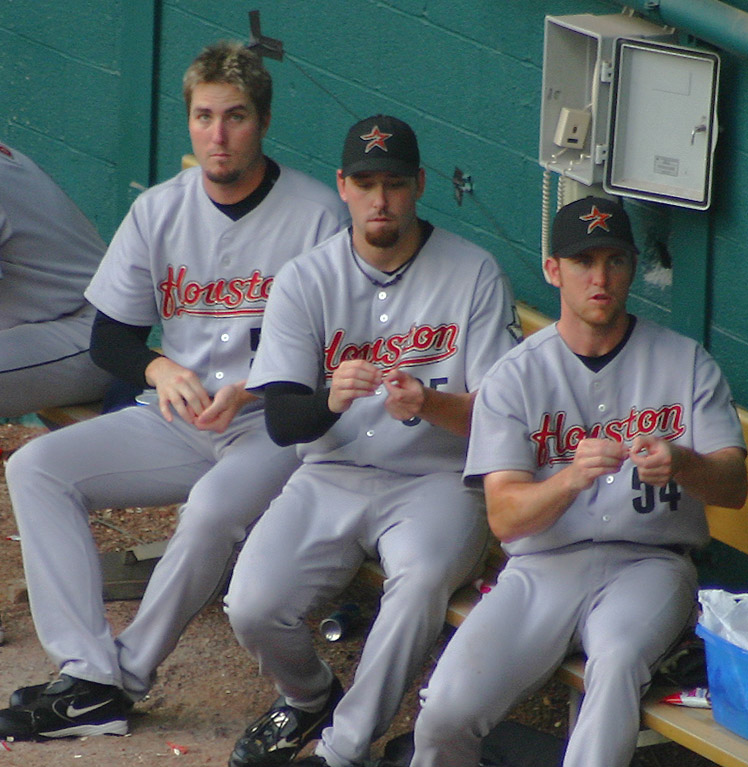
アストロズ時代のリッジ（右）。中央はダン・ウィーラー、左はチャド・クオルズ

リッジをクローザーとしても使えると見た球団は、ワグナーをシーズン終了後の12月にトレードで放出。2004年当初はセットアッパーとして起用されたが、抑えのオクタビオ・ドーテルをシーズン途中の6月にトレード移籍させ、その後はリッジが中継ぎから抑えに転向。この年は29セーブを挙げた。リリーフ投手としてのシーズン157奪三振はリーグ新記録であり、メジャー全体でも歴代4位となる多さだった。
2005年は、奪三振率こそ13.12と前年より下がったものの、42セーブ（リーグ3位）を挙げ、アストロズのポストシーズン進出に貢献。特に6月21日 - 9月28日まで24連続セーブに成功。年間40セーブ達成は、ワグナーに次ぎアストロズ史上2人目の快挙であった。しかし、カージナルス相手に3勝1敗で迎えたリーグチャンピオンシップシリーズ第5戦で、リッジは9回にアルバート・プホルスに逆転3点本塁打を打たれる。アストロズは第6戦に勝利しワールドシリーズ進出を決めたが、リッジはワールドシリーズで2敗を喫した。
2006年は8月31日に通算100セーブを達成したが、何度か抑えを外され、防御率は5.28。2007年もシーズン序盤に抑えの座をダン・ウィーラーに譲り、中盤にその座を取り戻したものの、セーブ数は2004年以降では最低の19に留まった。シーズン終了後の11月7日、リッジはエリック・ブルントレットとともにジェフ・ギアリー、マイケル・ボーン、マイナーリーグ所属のマイク・コスタンゾとのトレードでフィラデルフィア・フィリーズへ移籍。

### フィリーズ時代

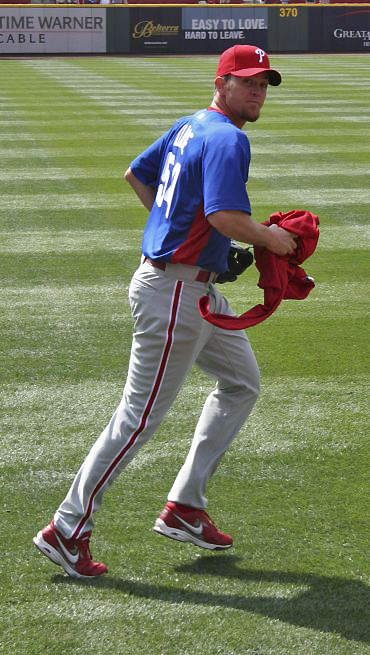
フィラデルフィア・フィリーズでの現役時代
(2008年4月17日)

フィリーズに移籍し、スプリングトレーニングでオフに手術した右膝を再び痛め、内視鏡手術を受け不安なスタート。しかし、開幕からセーブ機会成功が続き、シーズン終了後にフリーエージェント(FA)となる前に球団は7月に3年総額3750万ドル、4年目の2012年は球団オプションで契約延長。
7月15日にヤンキースタジアムで開催されたオールスターゲームで、リッジは延長15回に登板。2安打と四球で一死満塁でマイケル・ヤングにサヨナラ犠牲フライを打たれて敗戦投手になった。後半戦も連続セーブの記録は途切れず、41セーブ機会全て成功。セーブ失敗なしでシーズン40セーブ以上を挙げたのはエリック・ガニエに次ぎ、史上2人目のことであった。プレーオフでも7回のセーブ機会すべてでセーブを記録。チームはワールドシリーズに進出し、28年ぶりのワールドシリーズ優勝に貢献した。2年間の不振から復活を果たしたリッジは、ナ・リーグカムバック賞を受賞し、サイ・ヤング賞の投票ではリリーフ投手として最高の4位に入った。
2009年は、31セーブを記録したが、11回のセーブ機会失敗、防御率7点台、8敗とセーブ失敗を繰り返した。4月18日のパドレス戦で負け投手となったため、連続セーブ機会成功がメジャー史上当時歴代3位となる47で途切れた。また、6月に故障者リスト入りした時や9月にはライアン・マドソンがクローザーを務めた。

### ナショナルズ時代
2012年1月26日、ワシントン・ナショナルズと契約をした。クローザーのドリュー・ストーレンにつなぐセットアッパーの役割を任された。スプリングトレーニングで右肘の炎症を発症したが、開幕には間に合ったものの、救援失敗が続き、さらに4月27日には故障者リスト入りし、復帰しても不安定な投球が続いたため、6月16日の対ニューヨーク・ヤンキース戦を最後に6月25日に自由契約となった。シーズン終了後の12月2日に現役引退を表明した。。
2013年8月1日、4年間在籍した古巣フィリーズと1日契約を結び、フィリーズの一員として正式に引退した

## 投球スタイル
100mph（約160.9km/h）近い速球にスライダーを交え、多くの三振を奪う。2002年のデビュー以来毎年、投球回数を上回る数の奪三振を記録し、奪三振率が10を上回っている。特に2004年には157奪三振を挙げ、リリーフ投手の奪三振数ナショナルリーグ記録を更新した。

## 詳細情報

### 年度別投手成績
| 年 度     | 球 団     | 登 板 | 先 発 | 完 投 | 完 封 | 無 四 球 | 勝 利 | 敗 戦 | セ 丨 ブ | ホ 丨 ル ド | 勝 率 | 打 者 | 投 球 回 | 被 安 打 | 被 本 塁 打 | 与 四 球 | 敬 遠 | 与 死 球 | 奪 三 振 | 暴 投 | ボ 丨 ク | 失 点 | 自 責 点 | 防 御 率 | W H I P |
| --------- | --------- | ----- | ----- | ----- | ----- | -------- | ----- | ----- | -------- | ----------- | ----- | ----- | -------- | -------- | ----------- | -------- | ----- | -------- | -------- | ----- | -------- | ----- | -------- | -------- | ------- |
| 2002      | HOU       | 6     | 1     | 0     | 0     | 0        | 1     | 0     | 0        | 0           | 1.000 | 48    | 8.2      | 12       | 0           | 9        | 1     | 2        | 12       | 0     | 0        | 6     | 6        | 6.23     | 2.42    |
| 2003      | HOU       | 78    | 0     | 0     | 0     | 0        | 6     | 3     | 1        | 28          | .667  | 349   | 85.0     | 60       | 6           | 42       | 7     | 5        | 97       | 4     | 1        | 36    | 34       | 3.60     | 1.20    |
| 2004      | HOU       | 80    | 0     | 0     | 0     | 0        | 6     | 5     | 29       | 16          | .545  | 369   | 94.2     | 57       | 8           | 30       | 5     | 6        | 157      | 3     | 1        | 21    | 20       | 1.90     | 0.92    |
| 2005      | HOU       | 70    | 0     | 0     | 0     | 0        | 4     | 4     | 42       | 0           | .500  | 291   | 70.2     | 58       | 5           | 23       | 1     | 3        | 103      | 8     | 0        | 21    | 18       | 2.29     | 1.15    |
| 2006      | HOU       | 78    | 0     | 0     | 0     | 0        | 1     | 5     | 32       | 6           | .167  | 340   | 75.0     | 69       | 10          | 36       | 4     | 6        | 104      | 11    | 0        | 47    | 44       | 5.28     | 1.40    |
| 2007      | HOU       | 66    | 0     | 0     | 0     | 0        | 5     | 3     | 19       | 7           | .625  | 287   | 67.0     | 54       | 9           | 30       | 4     | 4        | 88       | 6     | 0        | 29    | 25       | 3.36     | 1.25    |
| 2008      | PHI       | 72    | 0     | 0     | 0     | 0        | 2     | 0     | 41       | 0           | 1.000 | 292   | 69.1     | 50       | 2           | 35       | 4     | 1        | 92       | 5     | 0        | 17    | 15       | 1.95     | 1.23    |
| 2009      | PHI       | 67    | 0     | 0     | 0     | 0        | 0     | 8     | 31       | 1           | .000  | 283   | 58.2     | 72       | 11          | 34       | 3     | 5        | 61       | 4     | 0        | 51    | 47       | 7.21     | 1.81    |
| 2010      | PHI       | 50    | 0     | 0     | 0     | 0        | 1     | 1     | 27       | 0           | .500  | 193   | 45.2     | 32       | 5           | 24       | 4     | 1        | 52       | 3     | 1        | 16    | 15       | 2.96     | 1.23    |
| 2011      | PHI       | 25    | 0     | 0     | 0     | 0        | 0     | 2     | 1        | 8           | .000  | 86    | 19.1     | 16       | 0           | 13       | 3     | 1        | 23       | 2     | 0        | 3     | 3        | 1.40     | 1.50    |
| 2012      | WSH       | 11    | 0     | 0     | 0     | 0        | 0     | 1     | 2        | 0           | .000  | 51    | 9.1      | 12       | 1           | 11       | 5     | 0        | 10       | 0     | 0        | 10    | 10       | 9.64     | 2.46    |
| MLB：11年 | MLB：11年 | 603   | 1     | 0     | 0     | 0        | 26    | 32    | 225      | 67          | .448  | 2589  | 603.1    | 492      | 57          | 287      | 41    | 34       | 799      | 46    | 3        | 257   | 237      | 3.54     | 1.29    |

### 年度別守備成績
| 年 度 | 球 団 | 投手（P） | 投手（P） | 投手（P） | 投手（P） | 投手（P） | 投手（P） |
| 年 度 | 球 団 | 試 合     | 刺 殺     | 補 殺     | 失 策     | 併 殺     | 守 備 率  |
| ----- | ----- | --------- | --------- | --------- | --------- | --------- | --------- |
| 2002  | HOU   | 6         | 0         | 2         | 0         | 0         | 1.000     |
| 2003  | HOU   | 78        | 2         | 4         | 0         | 0         | 1.000     |
| 2004  | HOU   | 80        | 2         | 2         | 0         | 1         | 1.000     |
| 2005  | HOU   | 70        | 2         | 4         | 1         | 0         | .857      |
| 2006  | HOU   | 78        | 5         | 6         | 2         | 0         | .846      |
| 2007  | HOU   | 66        | 3         | 4         | 0         | 1         | 1.000     |
| 2008  | PHI   | 72        | 3         | 7         | 0         | 1         | 1.000     |
| 2009  | PHI   | 67        | 4         | 8         | 2         | 1         | .857      |
| 2010  | PHI   | 50        | 1         | 8         | 0         | 0         | 1.000     |
| 2011  | PHI   | 25        | 1         | 2         | 0         | 0         | 1.000     |
| 2012  | WSH   | 11        | 0         | 1         | 0         | 0         | 1.000     |
| MLB   | MLB   | 603       | 23        | 48        | 5         | 4         | .934      |

### 表彰
- カムバック賞 2008年
- 最優秀救援投手 2008年
- ローレイズ・リリーフマン賞 2008年
- DHL デリバリー・マン・オブ・ザ・イヤー 2008年
- DHL デリバリー・マン・オブ・ザ・マンス 2005年7月

### 記録
- MLBオールスターゲーム選出 2回：2005年、2008年
- 成功率100%でシーズン40セーブ以上（2008年、史上2人目）
- 47試合連続セーブ成功（2007 - 2009年、当時歴代3位）

### 背番号
- 54 （2002年 - 2012年）

### 代表歴
- 2006 ワールド・ベースボール・クラシック・アメリカ合衆国代表